# Calyptrochaeta
Calyptrochaeta là một chi rêu trong họ Daltoniaceae.